# خورشید یشت
خورشید یشت نام یشت ششم در کتاب اوستا است که به ستایش خورشید ایزد می‌پردازد. خورشید در زبان اوستایی هئور خشَئتَ می‌باشد که در گاهان زرتشت تنها به صورت هَئور آمده است. این یشت را خیر یشت هم نامیده‌اند و در تفسیرهای پهلوی از آن به خور یشت یاد شده‌است. خورشید یشت دارای هفت بند است.

## نمونه خورشید یشت
خورشید ِجاودانه‌ رایومند ِتیزاسب را می‌ستایم.
هنگامی که خورشید فروغ بیفشاند و تابان شود، هنگامی که خورشید بدرخشد، سدها و هزارها ایزد ِمینُوی برخیزند و این فرّ را فراهم آورند و فروفرستند.
آنان این فـَرّ را بر زمین ِاَهوره‌آفریده پخش کنند، افزایش ِجهان ِاَشَه را، افزایش هستی اشه را.